# 菅野美術館
菅野美術館（かんのびじゅつかん）とは宮城県塩竈市にある、彫刻作品を展示する私立美術館である。英文表記はKanno Museum of Artであるが、Shiogama Sculpture Museumと表されることもあり、その頭文字からSSMとも称される。

## 概要
宮城県で病院を営む医療法人菅野愛生会の開設者である菅野喜與が、自身の西洋の近代彫刻を中心としたコレクションをベースに、地域における芸術の拠点となるべく設立した私立美術館で、2006年3月に開館した。オーギュスト・ロダンやヘンリー・ムーア、ペリクレ・ファッツィーニ等の彫刻作品のコレクションが8点収蔵されている。建物の意匠設計は宮城県に拠点を置く建築家の阿部仁史、構造設計は新谷眞人がそれぞれ担当しており、建物自体が彫刻のような作品性を持つように設計され、2009年の日本建築学会作品選奨にも選ばれた。

## 建物
外構は10m×12m×10mの立方体状の形をしているが、内装は既存の美術館のような様々な展示に対応できるホワイトキューブではなく、箱の中に充填されたシャボン玉が膨らんで互いに押し合い多面体を形成するというイメージから、それぞれの彫刻作品に対応する展示空間が立体的に組み合わさって全体を構成している。
構造体としての強度を確保しつつもシャボン玉をイメージとした空間を実現するために、内装の部材としてエンボス加工を施した鉄板を用いられており、それらを組み合わせることで空間を構成している。外装には同じくエンボス加工を施したコールテン鋼が用いられ、経年と共に安定錆が味わい深く変化することでメンテナンスフリー性を高めている。施工時における鉄板の加工成形や溶接にはせんだいメディアテークも手がけた髙橋工業 の造船技術が用いられている。

## アクセス
- 鉄道
  - JR東北本線塩釜駅から徒歩10分